# Sulisław (imię)
Sulisław, Solisław – staropolskie imię męskie, złożone z dwóch członów: Suli- („obiecywać” albo „lepszy, możniejszy”) i -sław („sława”). Może oznaczać „ten, który cieszy się lepszą sławą od innych”.
W dokumentach występuje od XII wieku (Bulla gnieźnieńska, 1136 r.)
W średniowieczu popularne, a w XXI wieku – rzadkie. W styczniu 2025 r. w rejestrze PESEL, wśród publicznie dostępnych danych dotyczących osób żyjących, wykazano 15 mężczyzn o imieniu Sulisław nadanym jako imię pierwsze.
Żeński odpowiednik: Sulisława.
Sulisław imieniny obchodzi: 7 lutego.